# Triumphbogen (Kirchenbau)

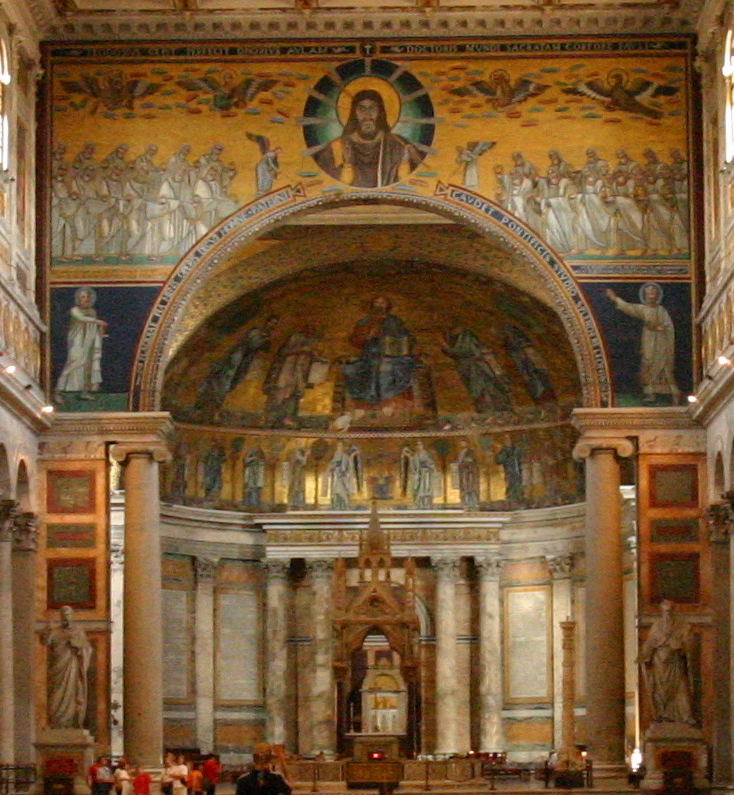
Triumphbogen in Sankt Paul vor den Mauern in Rom

Als Triumphbogen bezeichnet man in der frühchristlichen, mittelalterlichen und barocken Baukunst eine dem Chorbereich und der Apsis vorgelagerte Querwand mit einer großen bogenförmigen Öffnung, die den Blick zur Apsis freigibt. Sie entsteht oft, wenn zwischen Langhaus und Apsis noch ein Querschiff eingeschoben wird. Der Triumphbogen ist nicht zu verwechseln mit der die Öffnung der Apsis umgebenden, rückwärtigen Stirnwand einer Basilika, der „Apsisstirn“.

## Frühchristliche Architektur
Die der Gemeinde zugewandten Schauseiten der Triumphbögen waren in der frühchristlichen Baukunst oft mit kostbaren Mosaiken verkleidet, auf denen meist der triumphierende Christus, die Apostel oder biblische Geschichten dargestellt waren.
Bekannte Beispiele für solche Triumphbögen finden sich in:

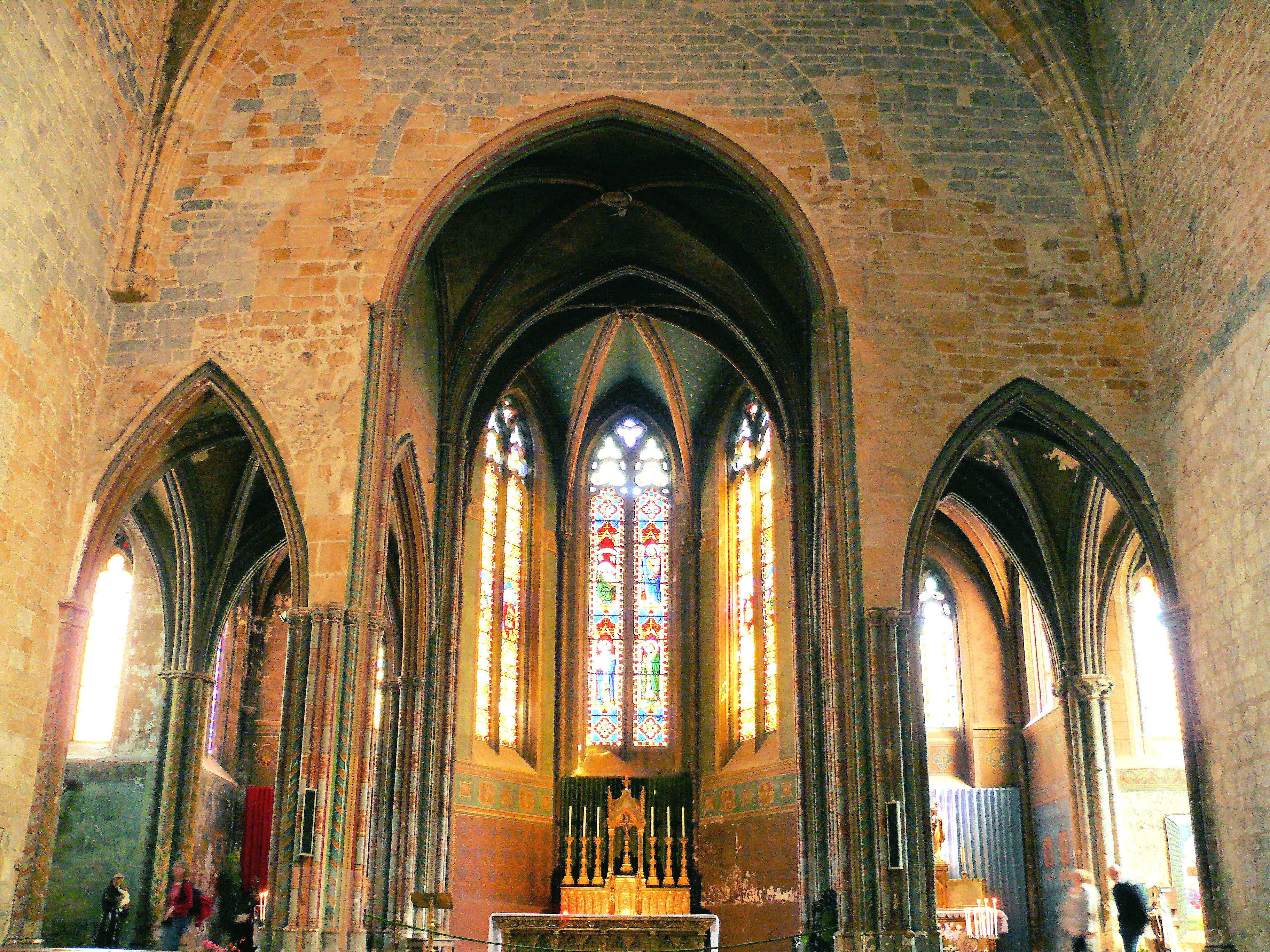
Triumphbogen in der Kirche St. Pierre in Orthez, Frankreich

- San Giovanni in Laterano
- San Lorenzo fuori le mura
- Sankt Paul vor den Mauern
- Santa Maria Maggiore
- Santa Prassede

## Mittelalterliche Architektur
Davon abgeleitet wird in der mittelalterlichen Baukunst der Bogen des Choreingangs, also in der Regel der östliche Vierungsbogen, als Triumphbogen bezeichnet. Er war manchmal im Innern durch ein „Triumphkreuz“ ausgezeichnet und/oder außen durch einen Glockengiebel überhöht. Manchmal wird auch der westliche Vierungsbogen als Triumphbogen bezeichnet, zumal wenn er die dreibogige Form eines solchen übernimmt.